# Praxismarketing
Praxismarketing wird das Marketing in der Branche der Leistungserbringer im Gesundheitswesen (z. B. Ärzte, Kliniken) genannt. Eine Besonderheit gegenüber anderen Marketingfeldern ist, dass Praxismarketing weitgehend unter den Bedingungen des Arztwerberechts stattfindet.

## Zielgruppe
Zielgruppen sind Ärzte in Praxis und Klinik, Heilberufler, Labore, Apotheken sowie größere Versorgungsstrukturen wie überörtliche Berufsausübungsgemeinschaften, medizinische Versorgungszentren oder Kliniken. Auch tiermedizinische Leistungserbringer gehören zur Zielgruppe.

## Anbieter
Spezialisiert auf Praxismarketing haben sich Finanz-, Steuer- und Unternehmensberater sowie Fachanwälte für Medizinrecht, Werbeagenturen für Praxismarketing, Abrechnungsdienstleister, Berater und Auditoren für das Qualitätsmanagement, sowie Architekten und Innenarchitekten.

## Geschichte
Ursprünglich war es deutschen Freiberuflern im Gesundheitswesen nicht oder nur bedingt gestattet, in größerem Umfang Maßnahmen zu ergreifen, die als Werbung bezeichnet werden können: es herrschte ein Werbeverbot. Im Februar 2002 entschied das Bundesverfassungsgericht: Berufliche Werbung bedarf keiner besonderen Anlässe. Damit war der entscheidende Schritt getan, das ehemalige Werbeverbot in ein Werberecht umzuwandeln und damit einem in Praxis oder Klinik tätigen medizinischen Freiberufler ähnliche Möglichkeiten einzuräumen, wie sie auch Freiberuflern anderer Branchen zur marktorientierten Führung ihrer Unternehmen zur Verfügung stehen. Der Deutsche Ärztetag stieß in Folge im Rahmen des 105. Deutschen Ärztetages eine umfassende Reform des ärztlichen Werberechts an. Schließlich ermöglichte die Novelle der Musterberufsordnung für Ärzte 2006 das heutige Praxismarketing. Weitere Nivellierungen erfolgten zuletzt im November 2012 mit dem 2. Gesetz zur Änderung arzneimittelrechtlicher und anderer Vorschriften. Damit sind weitere Verbote aus dem sogenannten Heilmittelwerbegesetz (HWG) für Kommunikation und Werbung aufgehoben worden. Dieser Veränderungsprozess bedingte für Ärzte und Angehörige anderer Heilberufe, ihr Angebot nicht mehr nur hauptsächlich nach medizinischen Kriterien gestalten zu können, sondern viel mehr ihre Behandlungskonzepte auch mit betriebswirtschaftlichen Methoden und Strategien organisieren zu müssen, so dass sie dem Wettbewerb standhalten.

## Funktion
Praxismarketing ist als betriebswirtschaftlicher Teilprozess ein Bestandteil des Managements. Praxismarketing soll Entwicklungspotenziale einer Praxis oder Klinik identifizieren und mit zielgerichteten Maßnahmen erschließen. Wie auch andere Formen des Marketings wird Praxismarketing durch formulierte Unternehmensziele in verschiedenen Bereichen strukturiert.
Kernziele sind die Gewinnung von Patienten, der Erhalt von Stammpatienten und somit der Erhalt und Ausbau der wirtschaftlichen Grundlage einer Praxis oder Klinik.

## Spezielle Anforderungen
Eine Besonderheit gegenüber anderen Formen des Marketings sind die berufsrechtlichen Vorgaben, die unter anderem in der Musterberufsordnung, den Landesberufsordnungen, dem Heilmittelwerbegesetz und dem Gesetz gegen unlauteren Wettbewerb festgeschrieben sind.
In Österreich finden sich Paragraphen zu diesem Thema beispielsweise in §16, Absatz 1 des Psychotherapiegesetzes oder §53, Absatz 1 des Ärztegesetzes. In beiden Paragraphen wird unter anderem das Verbot von unsachlichen oder unwahren Äußerungen betont. Der Berufskodex für Psychotherapeutinnen und Psychotherapeuten des Bundesministeriums für Gesundheit gibt unter Punkt IV „Psychotherapeutische Leistungen in der Öffentlichkeit“ an, dass die Verpflichtung besteht bei Werbung und Ankündigungen in der Öffentlichkeit fachlichen Punkten stets der Vorrang vor kommerziellen Interessen zu geben ist.